# Biserica de lemn din Vidra

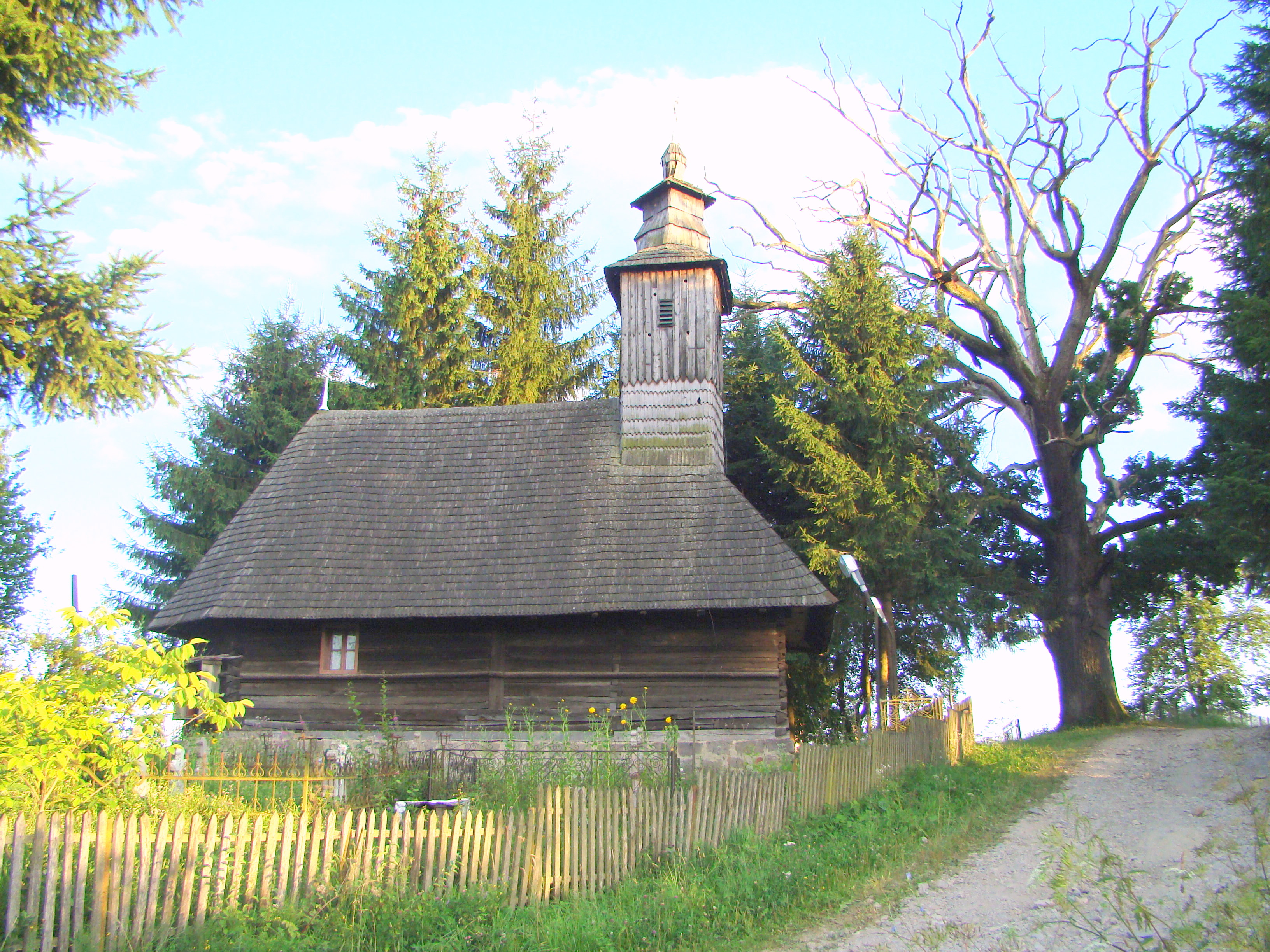
Biserica de lemn „Sfinții Cosma și Damian” din Vidra, comuna Vârfurile, județul Arad, foto: iulie 2009.

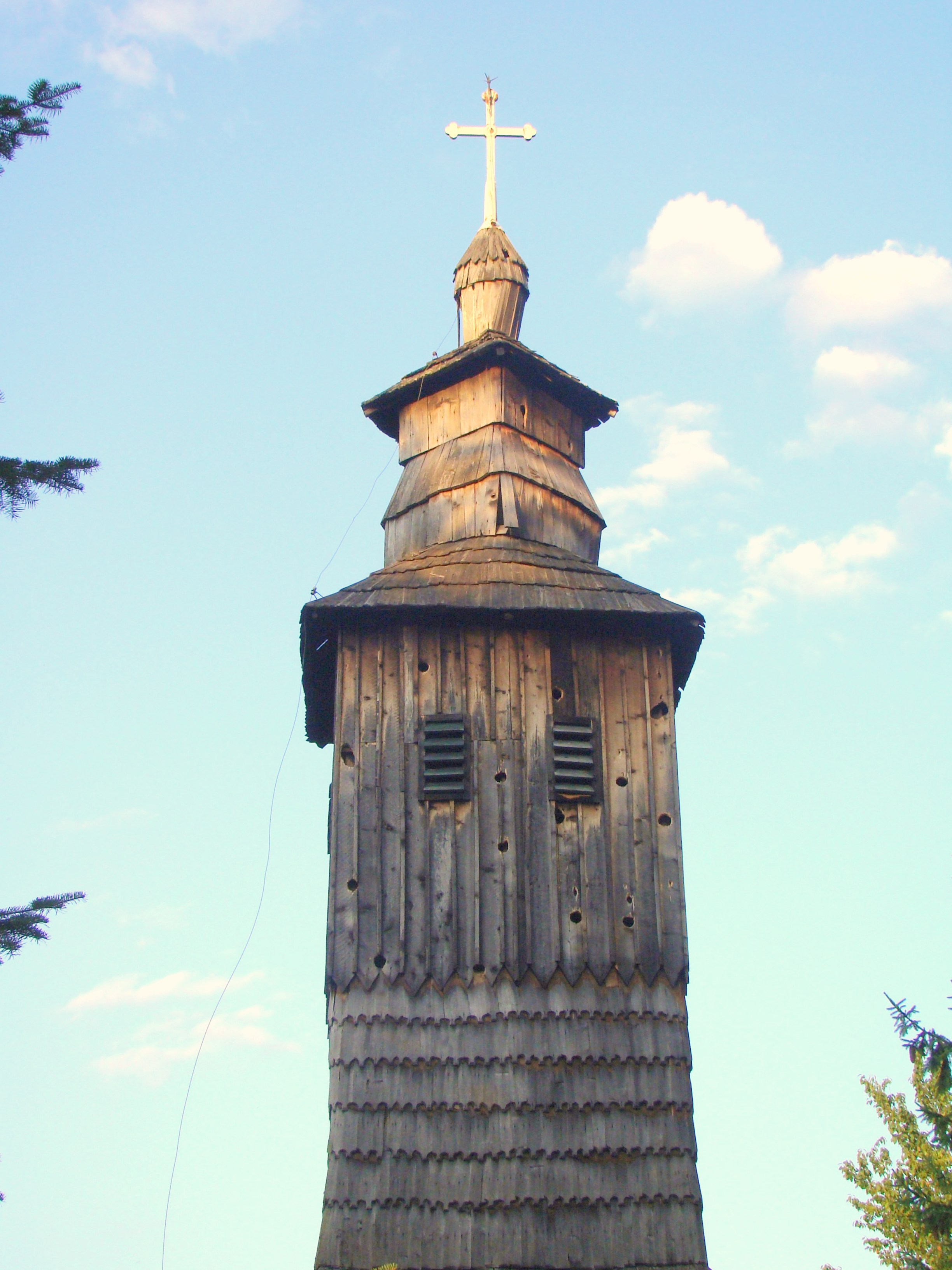
Turnul–clopotniță

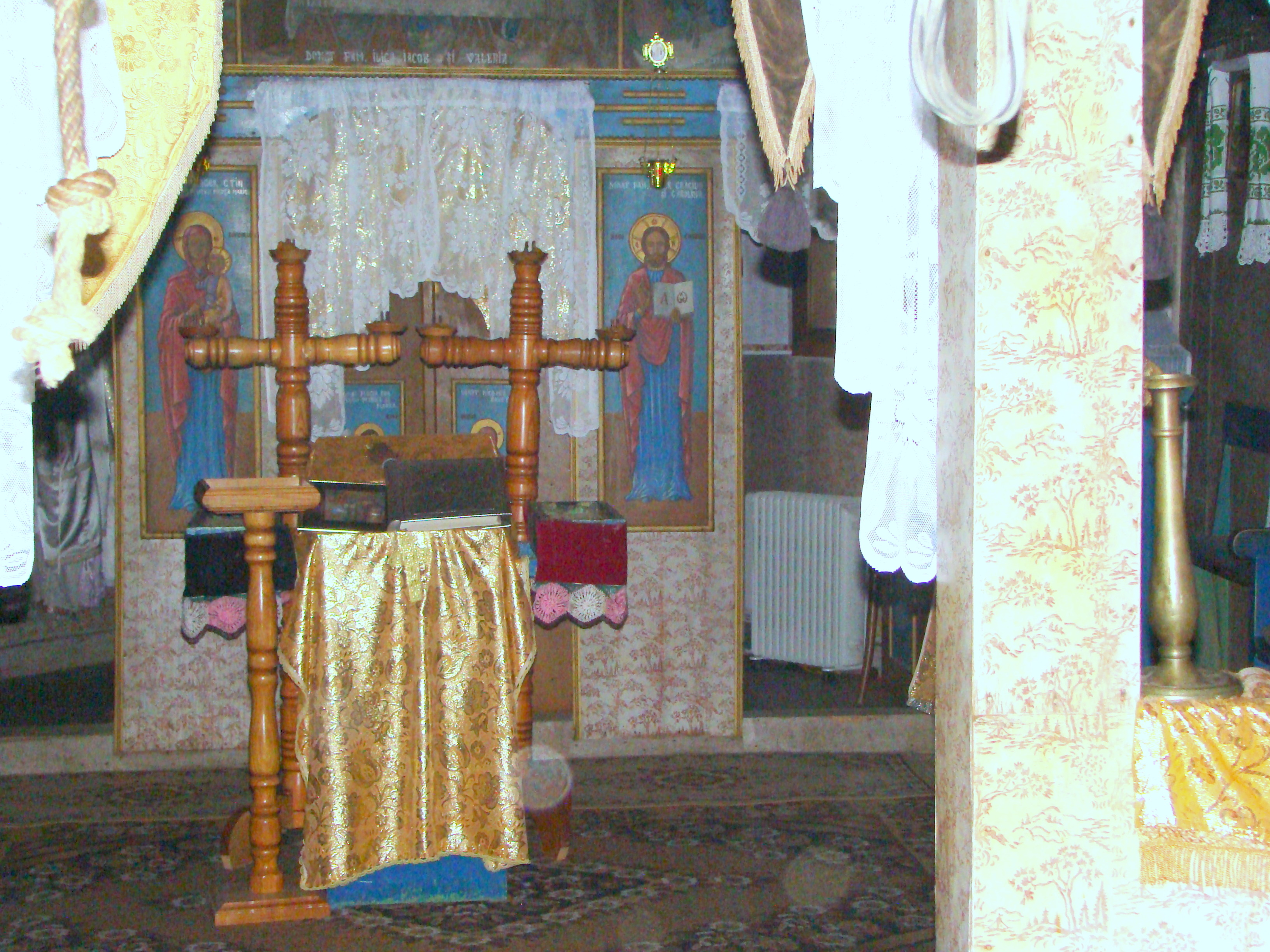
Nava spre iconostas

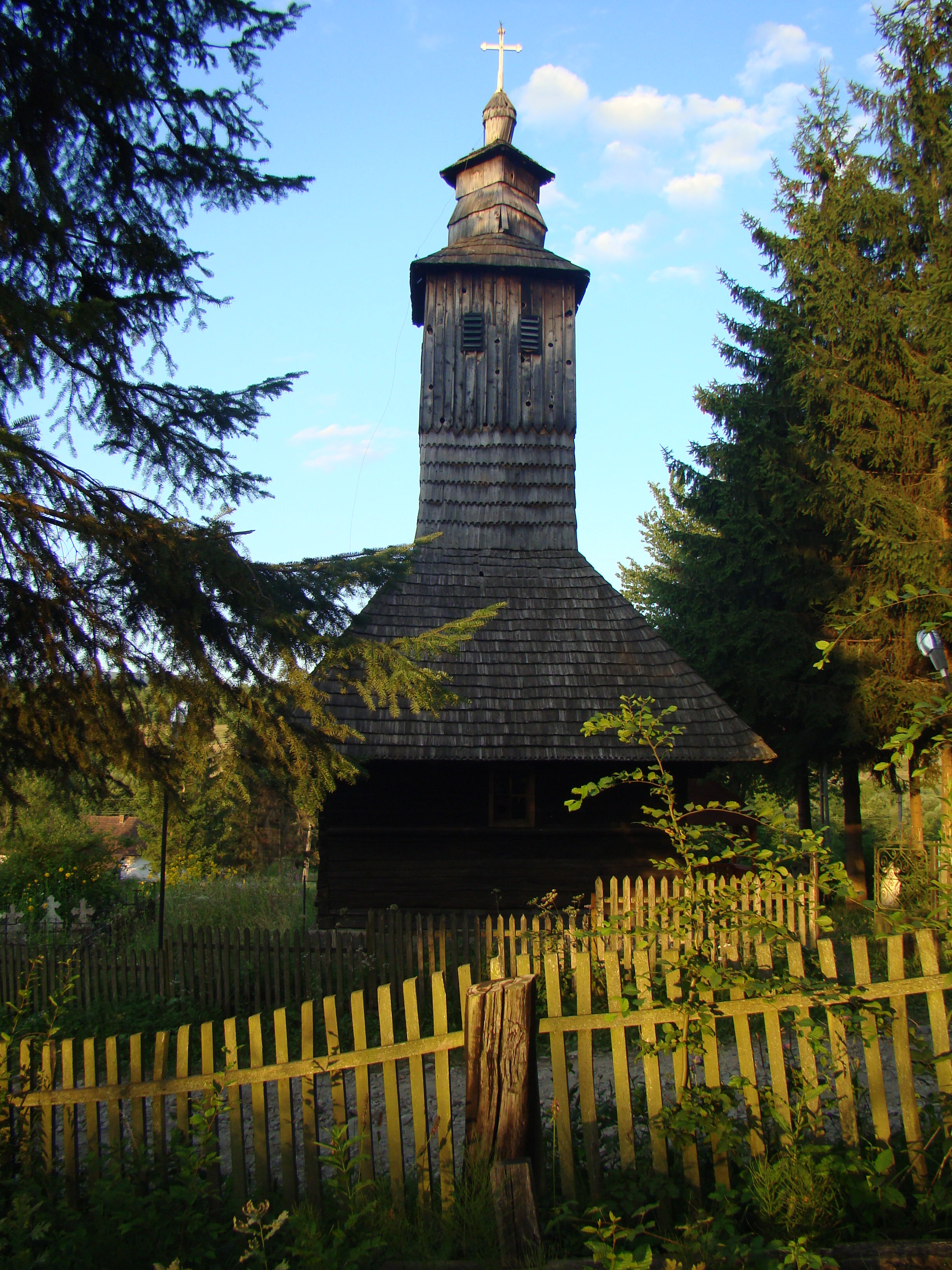
Biserica (vest)

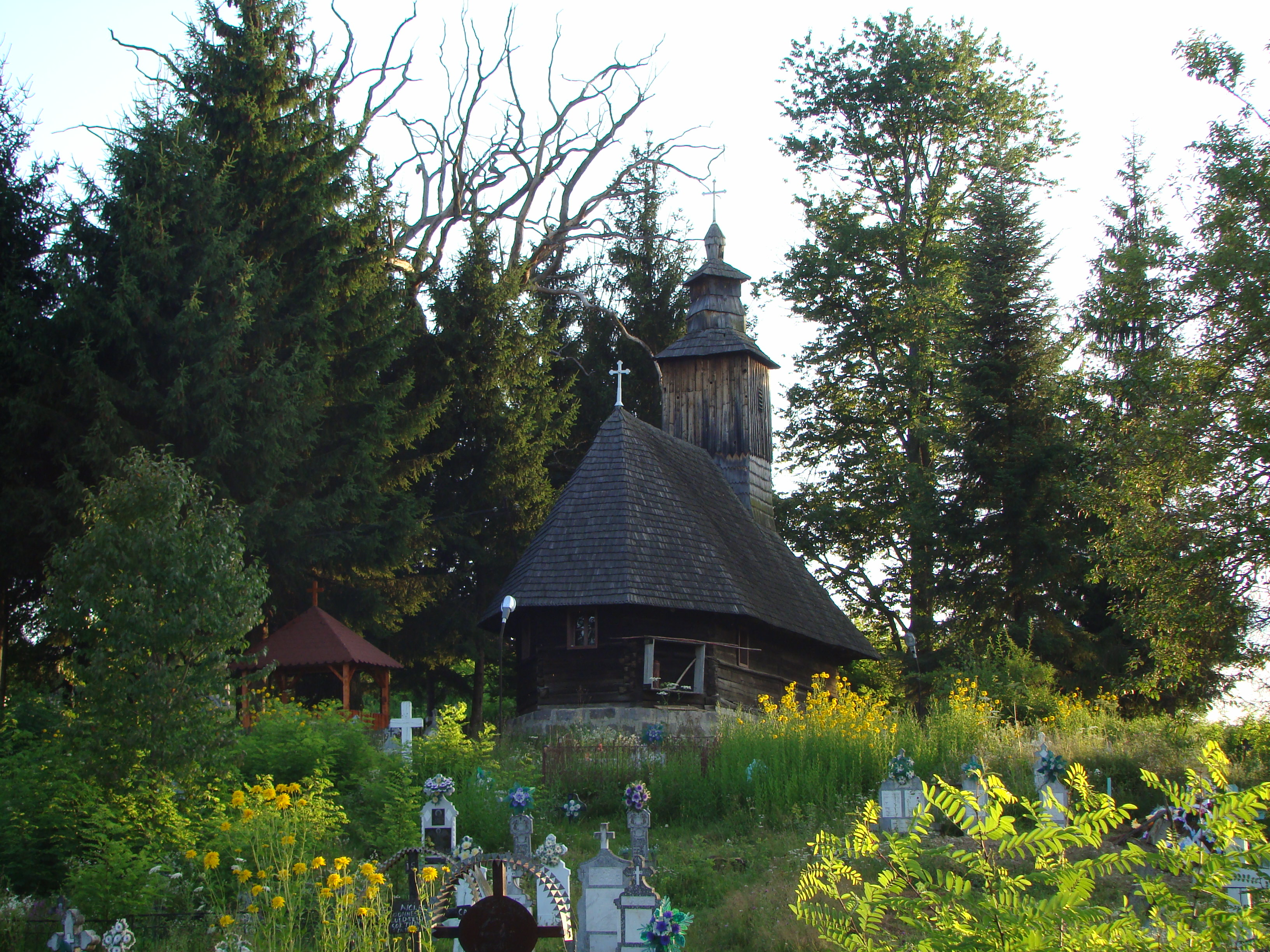
Vedere generală dinspre est

Biserica de lemn din Vidra, comuna Vârfurile, județul Arad, datează din anul 1724. Are hramul „Sfinții Cosma și Damian”. Biserica se află pe noua listă a monumentelor istorice sub codul LMI:  AR-II-m-B-00658.

## Istoric și trăsături
Conform unei însemnări făcută în 14 martie 1708 pe filele unui exemplar al Cazaniei lui Varlaam, de preotul Ioan din Vidra, aflăm că la începutul secolului al XVIII-lea exista deja o biserică de lemn. Dintr-o altă însemnare, făcută în anul 1732, pe filele aceleiași Cazanii, se vorbește de o altă biserică, edificată, „mai sus de biserica cea bătrână". În mod cert, cea de-a doua însemnare manuscrisă face referire la biserica de lemn actuală, construită în jurul anului 1724 și are hramul „Sfinții Cosma și Damian". Pictura bisericii și a iconostasului este din 1851, din păcate păstrată numai în parte. 
În 14 martie 2022 însă, cineva a hotărât să dea foc vegetației uscate din jurul bisericii. Focul nesupravegheat s-a extins, a ars complet gorunul și a făcut scrum o mare parte din biserică. 

## Imagini

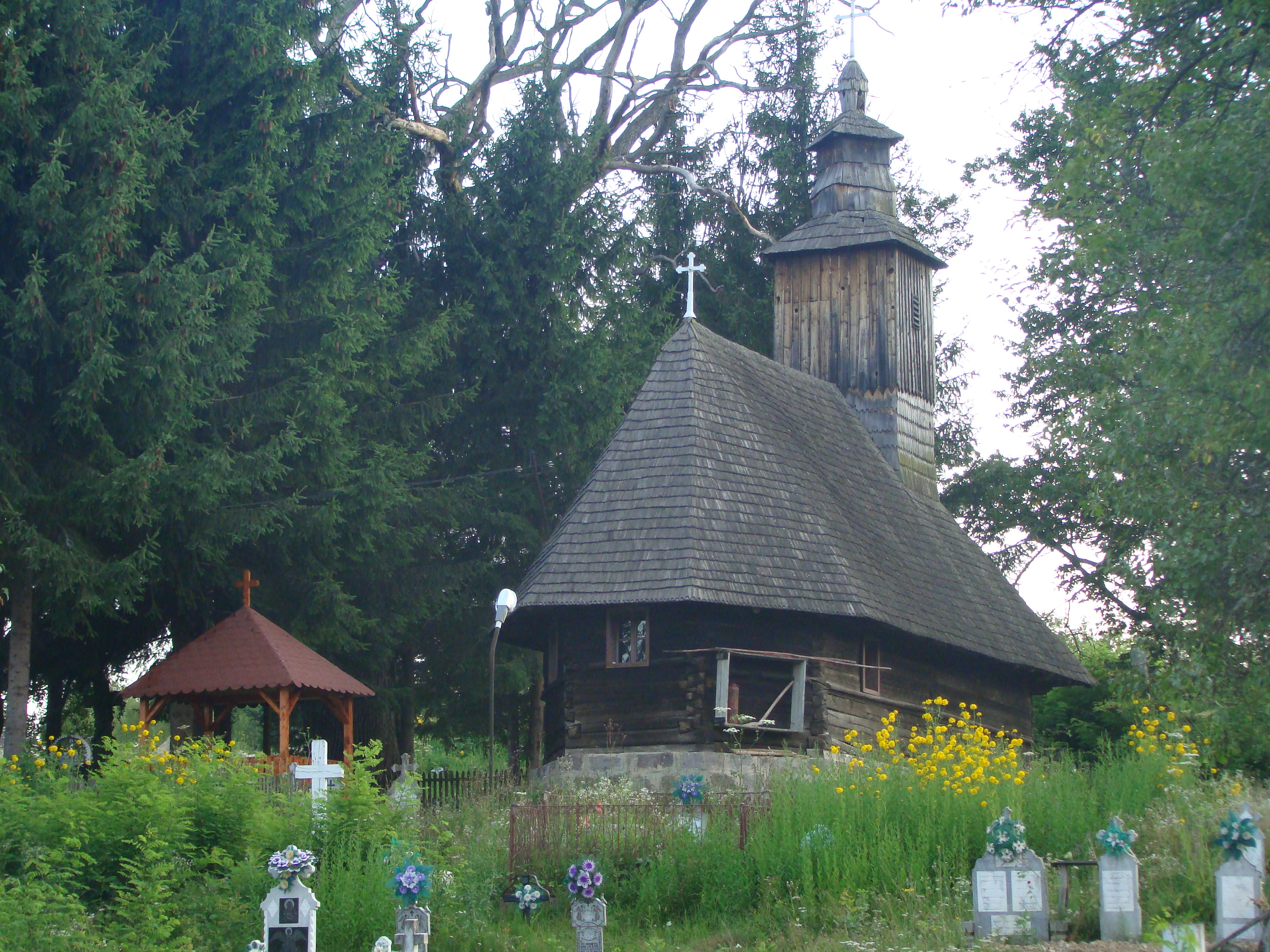
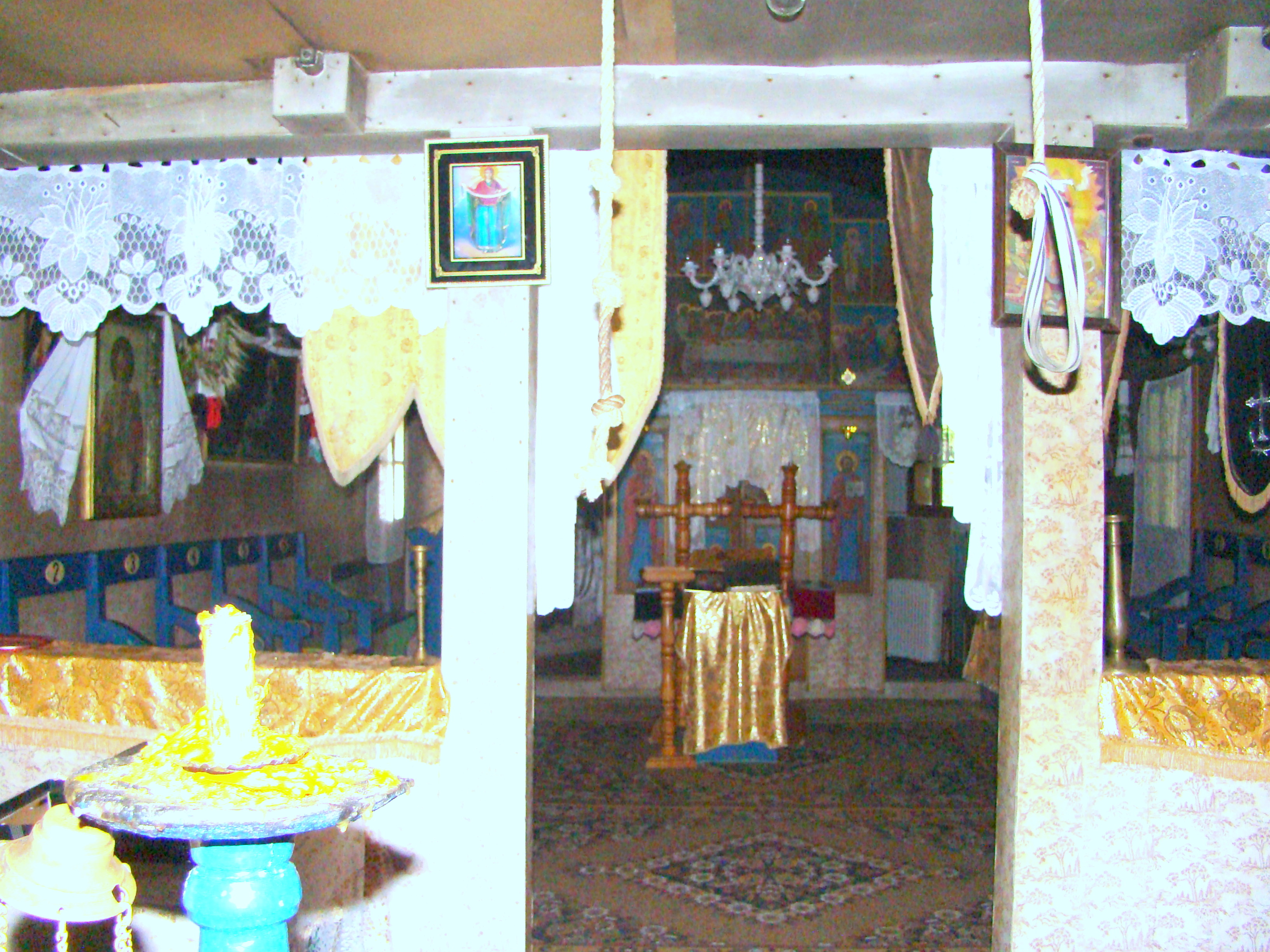
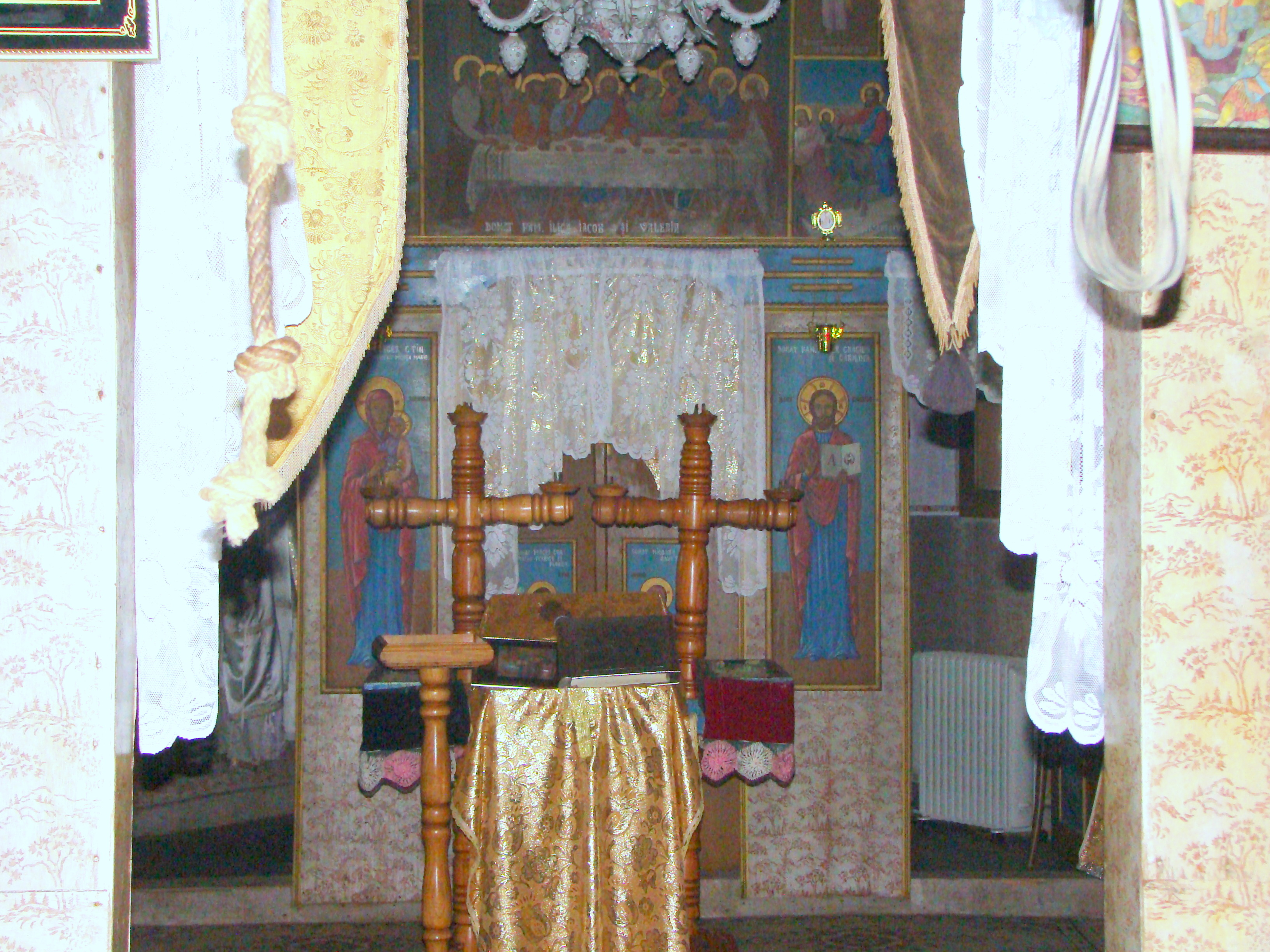
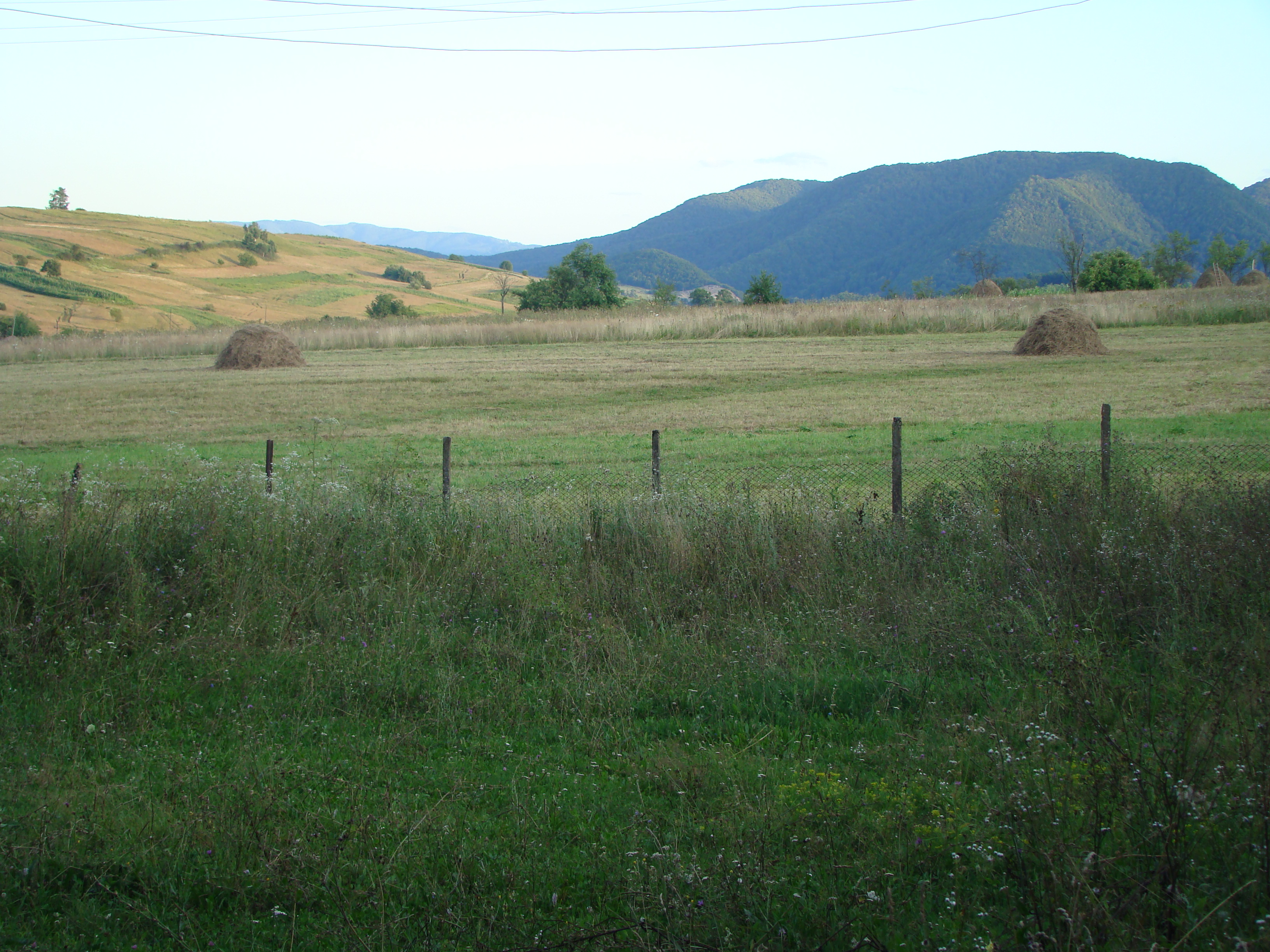
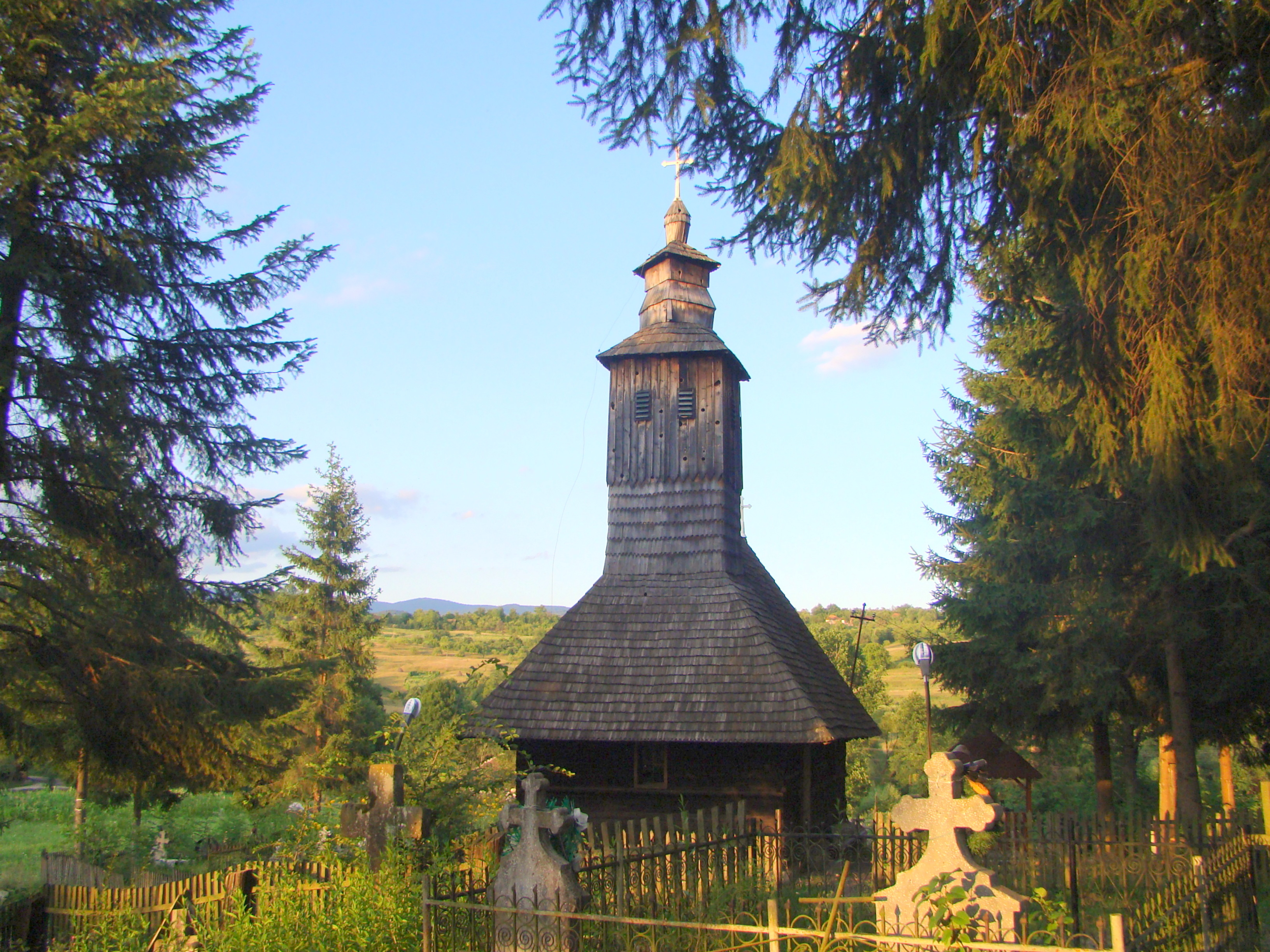
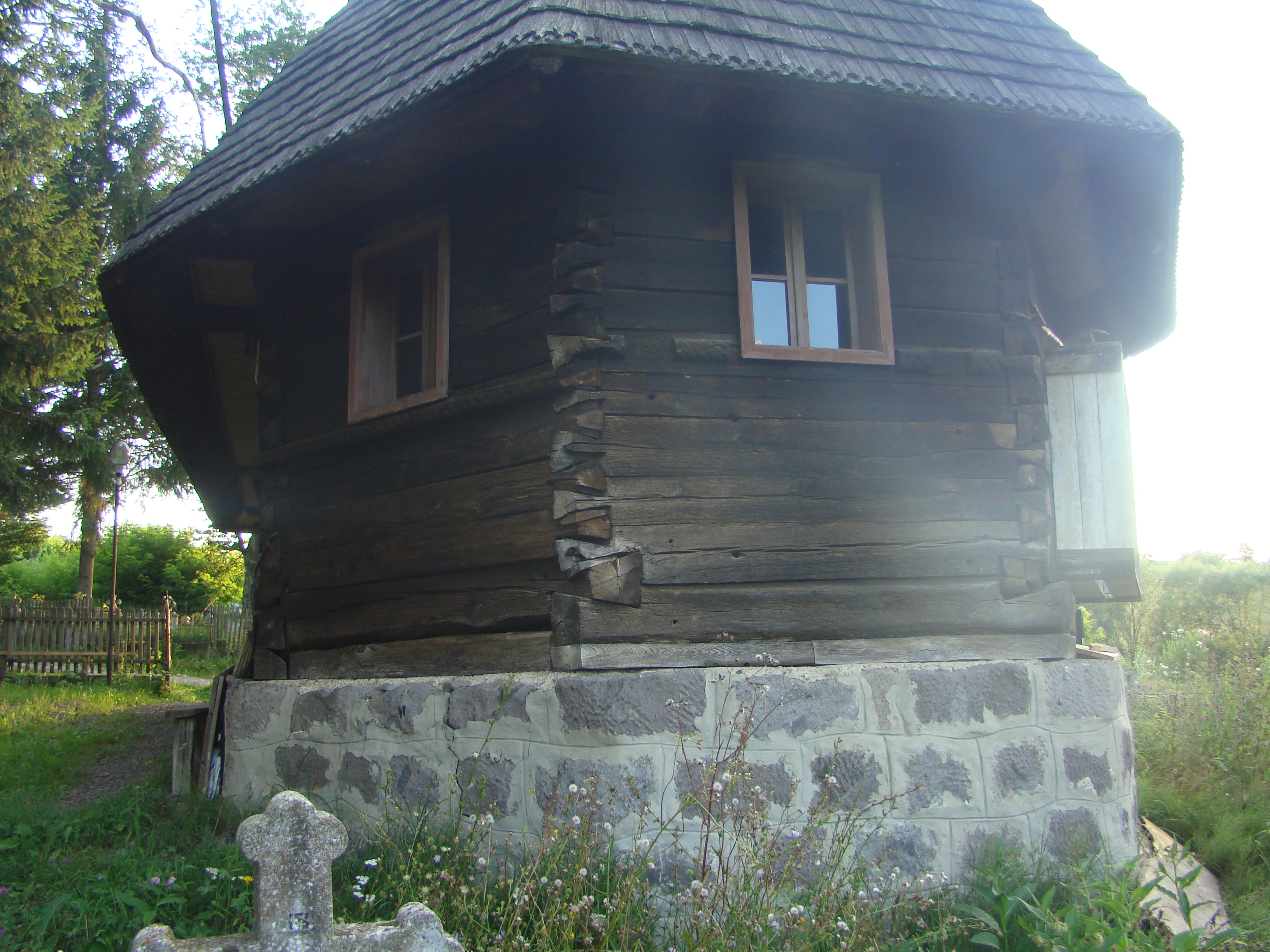
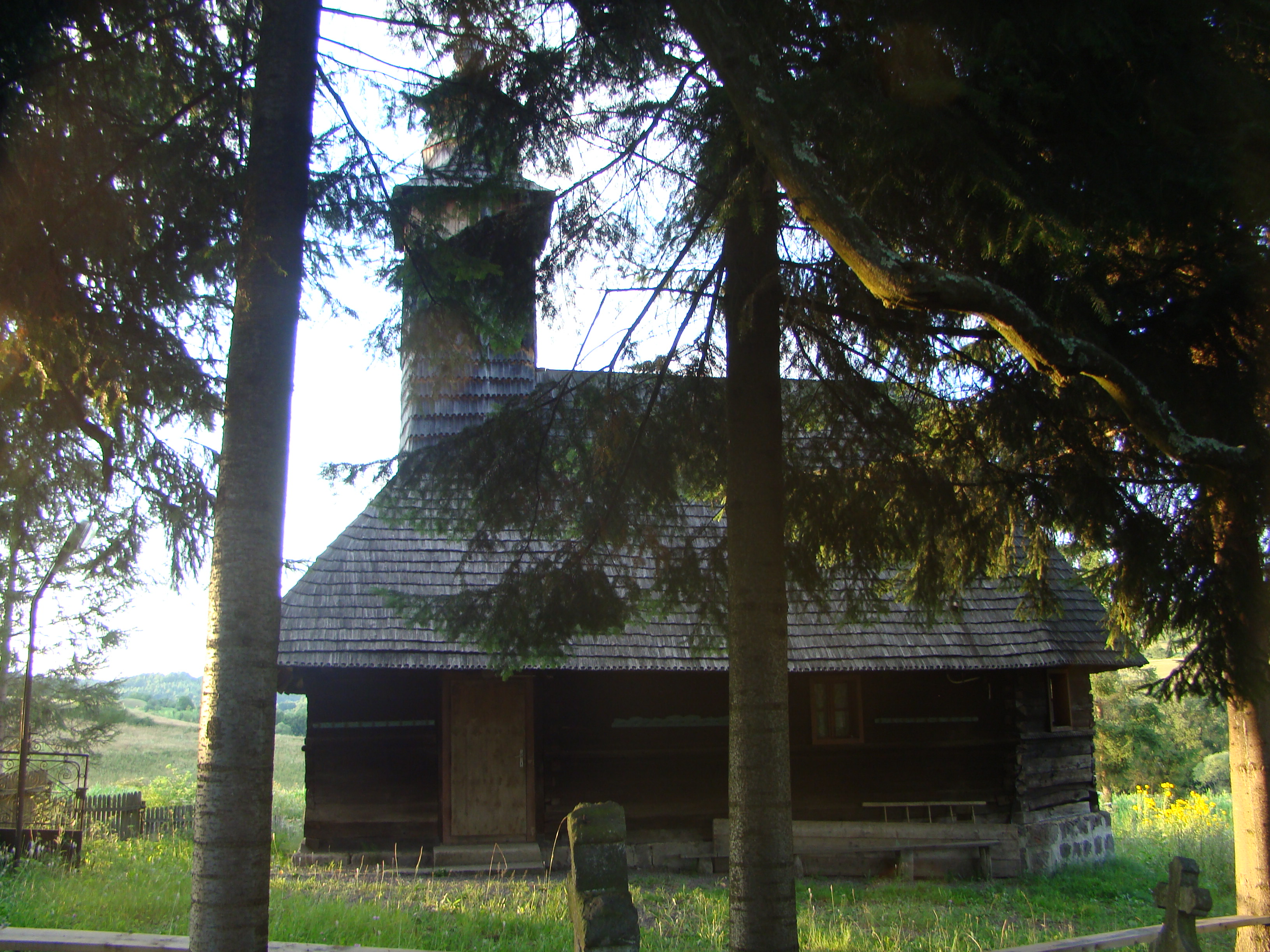
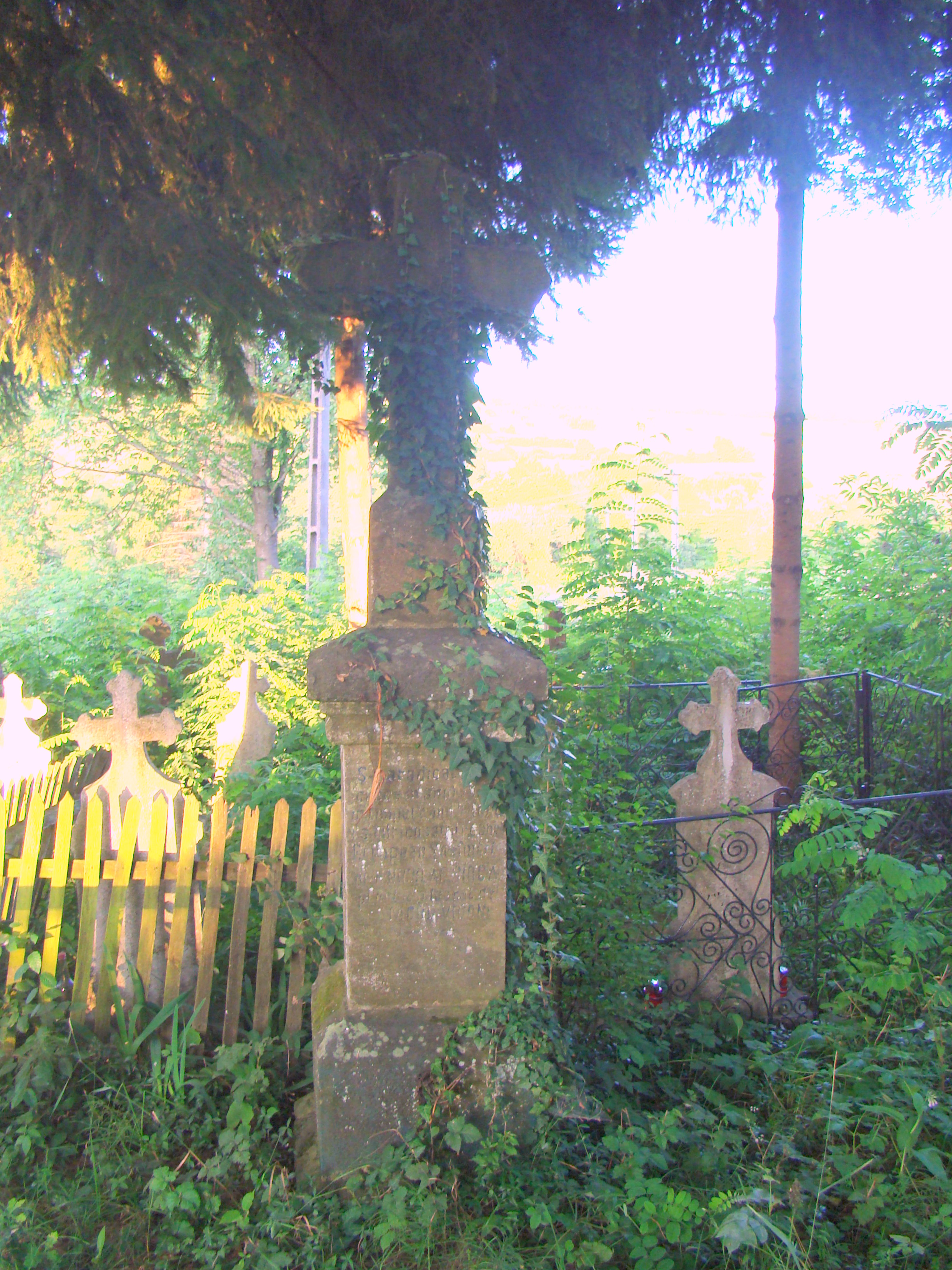
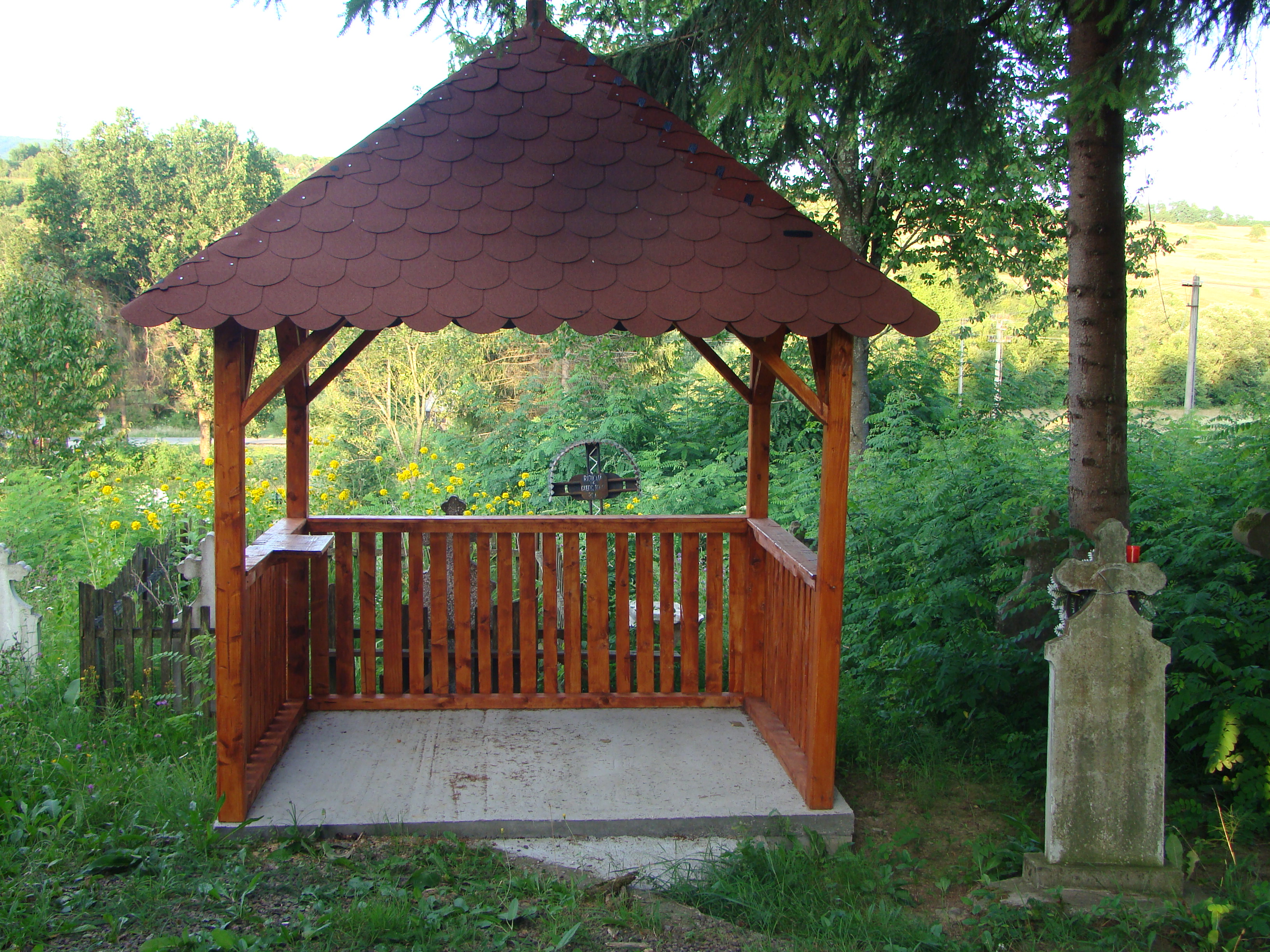
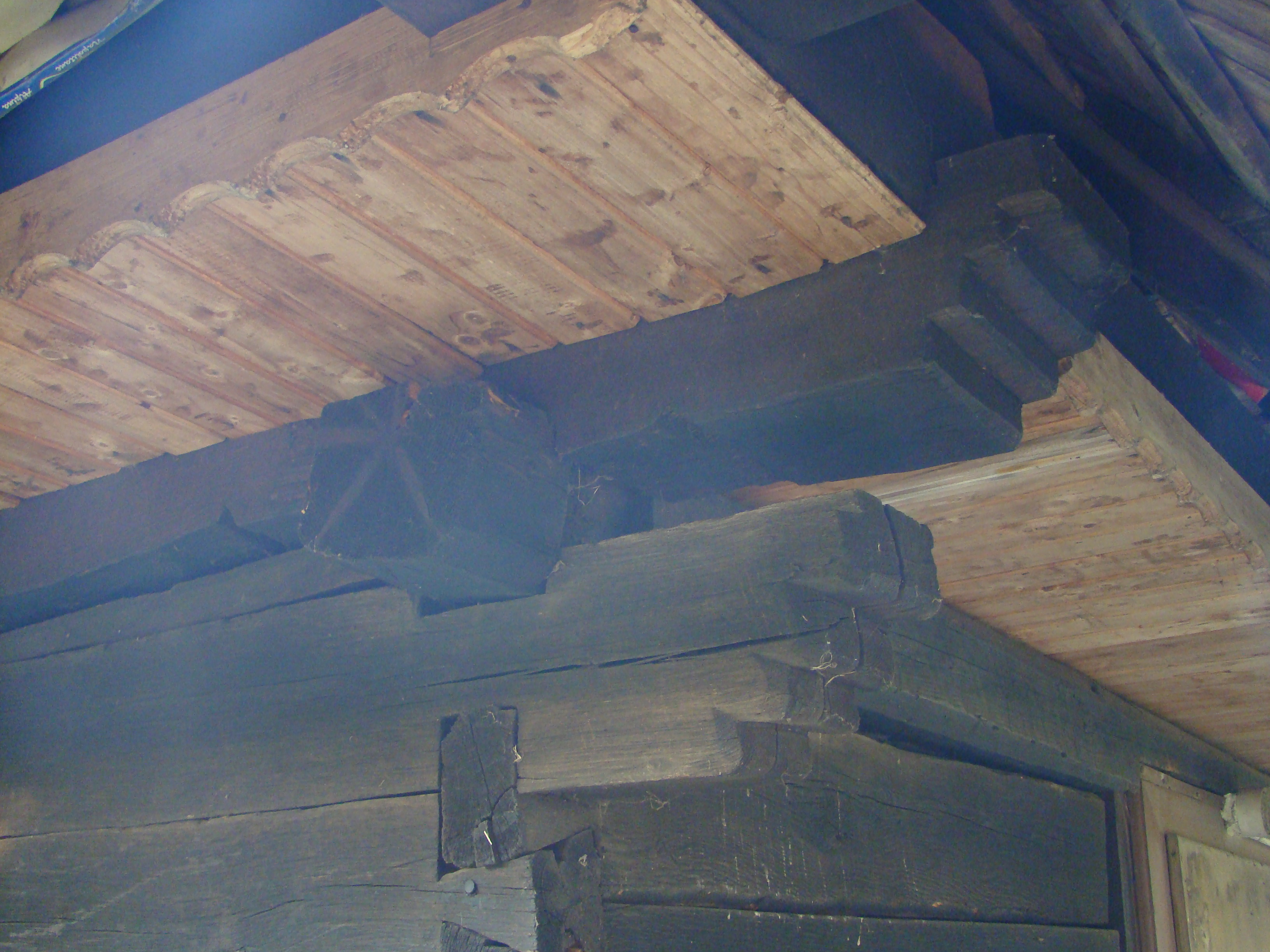
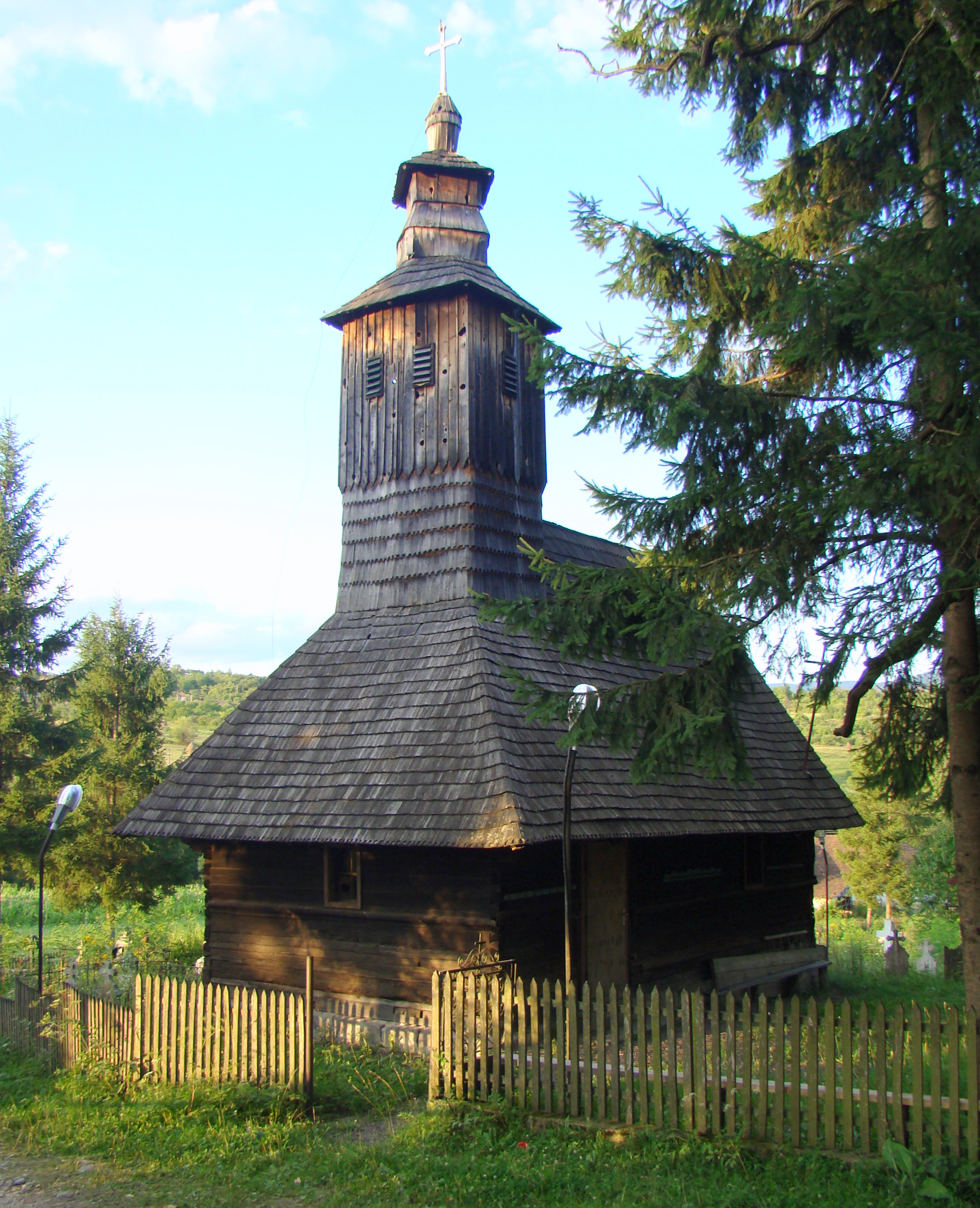
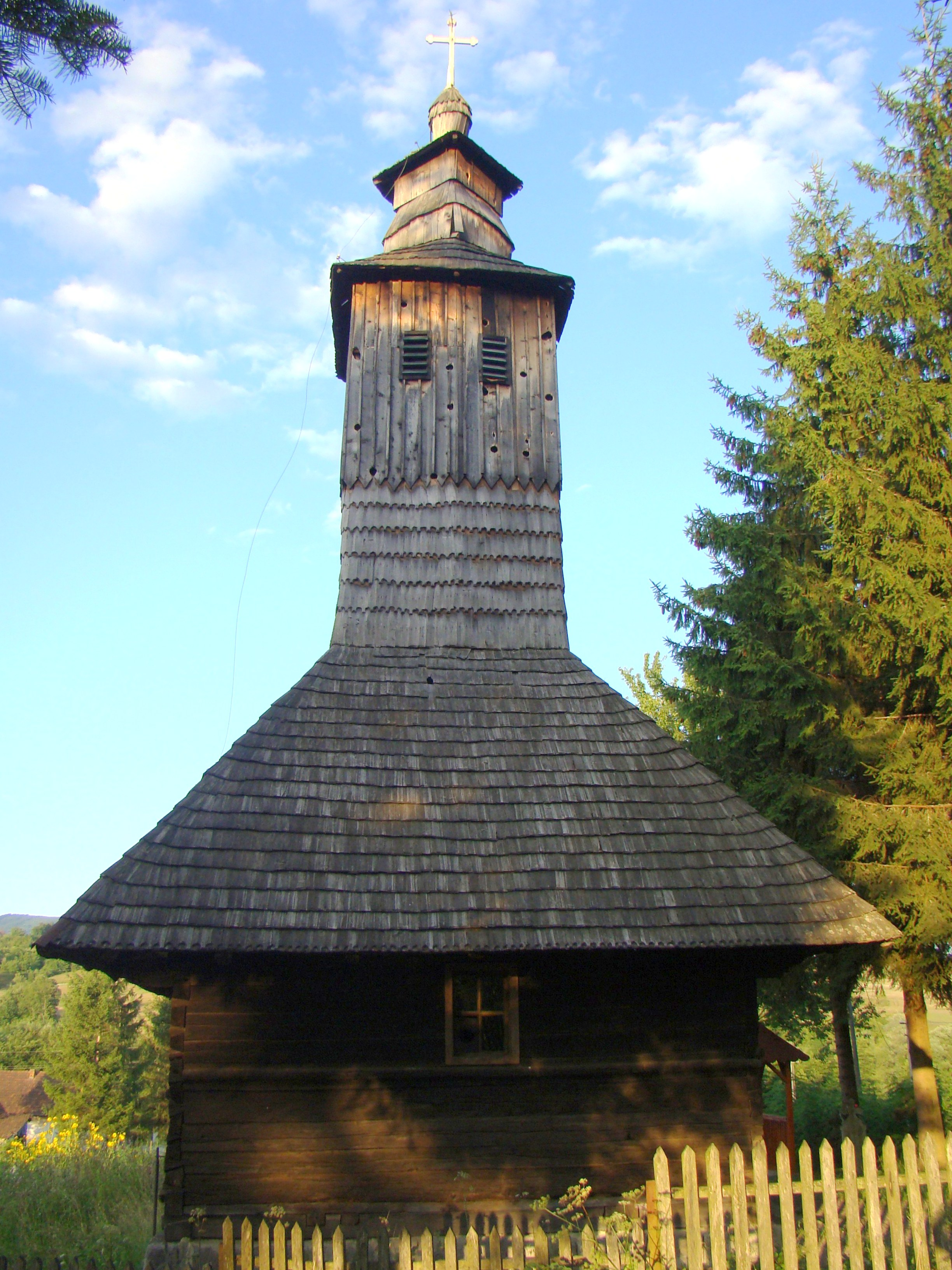
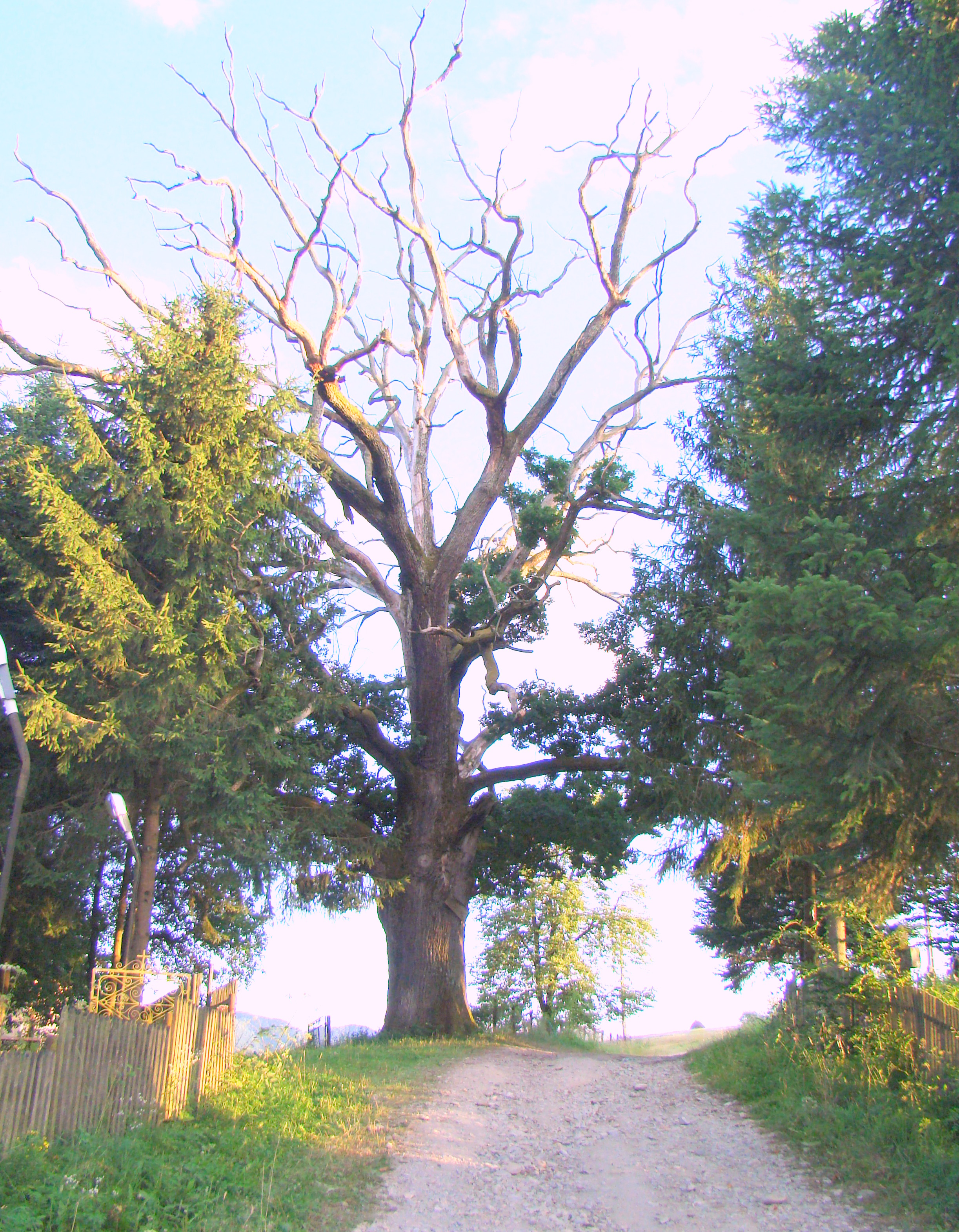
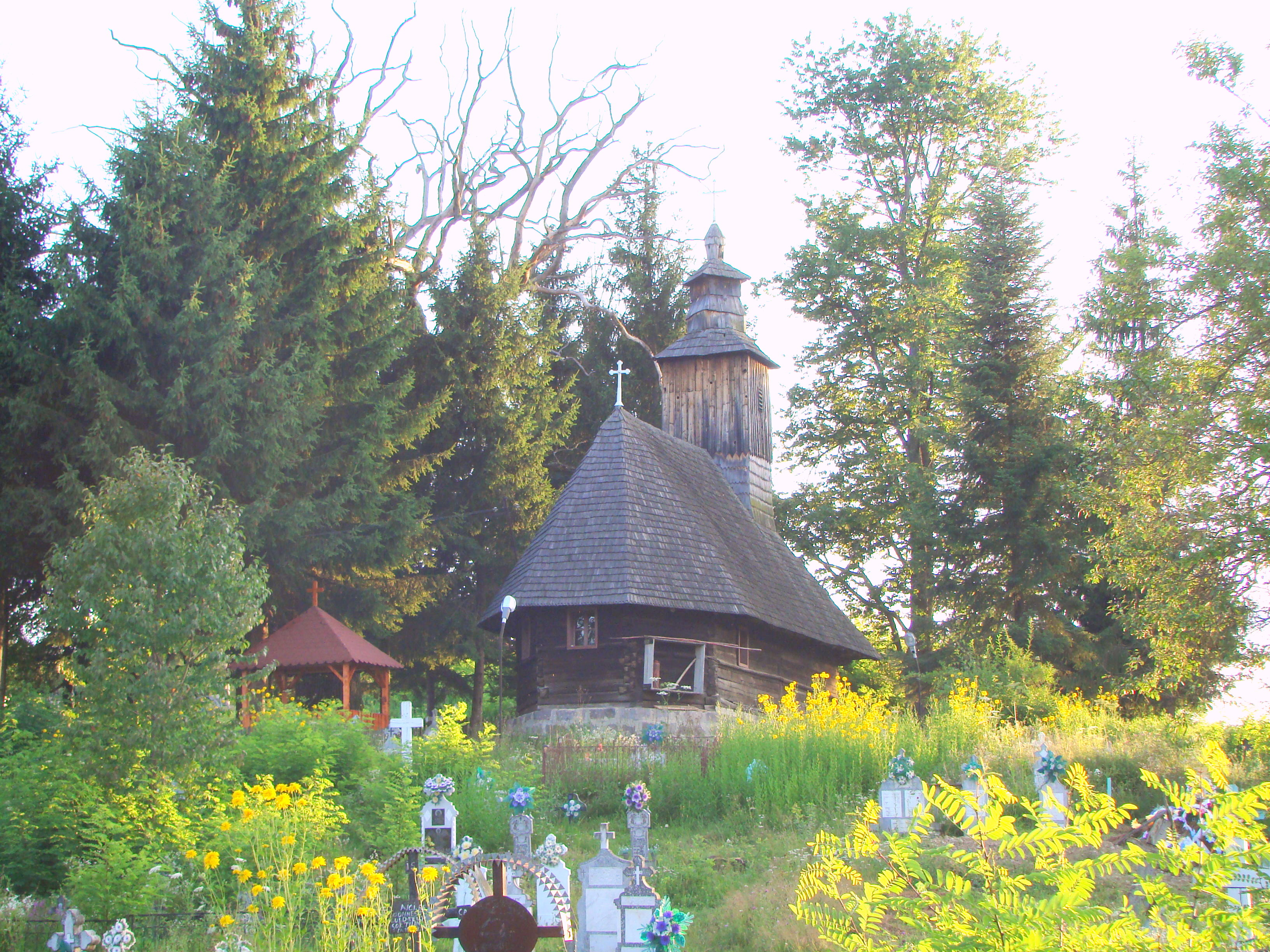